# Wasserhaushaltsgesetz
Das Wasserhaushaltsgesetz (WHG) bildet den Hauptteil des deutschen Wasserrechts. Es ist in der Fassung vom 31. Juli 2009 ein Gesetz in der konkurrierenden Gesetzgebungskompetenz des Bundes. Das WHG enthält Bestimmungen über den Schutz und die Nutzung von Oberflächengewässern und des Grundwassers, außerdem Vorschriften über den Ausbau von Gewässern und die wasserwirtschaftliche Planung sowie den Hochwasserschutz.

## Historie
Die deutschen Länder hatten teils bereits im 19. Jahrhundert damit begonnen, Landeswassergesetze zu erlassen, die das Wasserrecht innerhalb ihrer Landesgrenzen regelten. Einen ersten Vorstoß für ein reichsweites Wassergesetz gab es in der Zeit des Nationalsozialismus, der von der Akademie für Deutsches Recht erarbeitete Entwurf eines Reichswassergesetzes wurde jedoch bis 1945 nicht mehr verabschiedet. Während und nach der Zeit des Nationalsozialismus galten die Landeswassergesetze innerhalb ihrer Geltungsbereiche, ungeachtet der nach 1945 geschaffenen (Bundes-)Landesgrenzen fort. Mit Gründung der Bundesrepublik in den westlichen Besatzungszonen und dem Inkrafttreten des Grundgesetzes wurde eine Ermächtigungsgrundlage für die Schaffung eines bundeseinheitlichen Wasserrechts geschaffen. Das Wasserhaushaltsgesetz wurde am 27. Juli 1957 ausgefertigt und trat am 1. März 1960 in Kraft. Die Landeswassergesetze entstanden auf der Grundlage des Wasserhaushaltsgesetzes zwischen 1960 und 1962. In der DDR löste das Wassergesetz 1963 die alten, vor 1945 erlassenen, Landesgesetze ab.

## Wirkung auf die Rechtsetzung der Länder
Ursprünglich war das WHG ein Rahmengesetz des Bundes, das von den Wassergesetzen der Länder ausgefüllt wurde. Infolge der Föderalismusreform regelt der Bund das Wasserhaushaltsrecht abschließend. Die Länder dürfen – außer bei stoff- oder anlagenbezogenen Vorschriften – von den Regelungen des Bundes abweichen (Art. 72 Abs. 3 GG). Außerdem enthält das WHG Öffnungsklauseln für Regelungen der Länder.
Solange der Bund seine Verordnungsermächtigungen nicht nutzt und die Länder ihre Wassergesetze nicht an das WHG angepasst haben, unterliegt die Wirksamkeit einzelner Vorschriften rechtlicher Interpretation. Das WHG (und die dazu erlassenen Verordnungen) verdrängt nur dort das bisherige Recht der Länder, wo es selbst konkret regelt. Dadurch entsteht nach Ansicht von Behörden in der Übergangsphase keine Regelungslücke.

## Geltungsbereich
Das WHG gilt gemäß § 2 für:
- oberirdische Gewässer
- Küstengewässer
- Grundwasser

auf dem Gebiet der Bundesrepublik Deutschland.
Das Gesetz regelt keine Fragen, die mit der Rolle der Gewässer als Schifffahrtswege zusammenhängen; dafür gelten das Bundeswasserstraßengesetz, die Wassergesetze der Länder und das Seeaufgabengesetz.

## Zwecksetzung
Mit der Neufassung vom 31. Juli 2009 ist erstmals der Zweck des WHG direkt im Gesetzestext formuliert worden:
Zweck dieses Gesetzes ist es, durch eine nachhaltige Gewässerbewirtschaftung die Gewässer als Bestandteil des Naturhaushalts, als Lebensgrundlage des Menschen, als Lebensraum für Tiere und Pflanzen sowie als nutzbares Gut zu schützen.
Wie der Name des Gesetzes schon erkennen lässt, handelt es sich nicht um ein reines Schutzgesetz. Der Begriff Haushalt weist darauf hin, dass das Gesetz die Bewirtschaftung regelt und dabei den haushälterischen Umgang mit der Ressource Wasser sicherstellen soll. Nutzung und Schutz sind also aufeinander bezogene Ziele des Gesetzes, ohne dass damit eine Rangfolge festgelegt wäre. Der Begriff Schutz hat im Zusammenhang mit dem Wasser zudem zwei Seiten: Ein Anliegen ist der Schutz des Wassers in seiner Funktion als Trink- und Betriebswasser und als Lebensraum für Flora und Fauna (Wasser als Schutzobjekt). Ein weiteres Anliegen ist der Schutz vor dem Wasser bei Hochwasserereignissen (Siedlungs- und Landwirtschaftsflächen als Schutzobjekt).
Konflikte zwischen Nutzungsinteressen und Schutzerfordernissen müssen von den Behörden im Einzelfall nach Abwägung entschieden werden. Dabei haben durch Änderungen des Gesetzes aufgrund der europäischen Wasserrahmenrichtlinie die ökologischen Aspekte an Gewicht gewonnen. Durch die Bewirtschaftung der oberirdischen Gewässer muss eine Verschlechterung ihres ökologischen und chemischen Zustandes vermieden und ein guter ökologischer und chemischer Zustand erhalten oder erreicht werden. Bei künstlichen oder erheblich veränderten Gewässern ersetzt der Begriff ökologisches Potential, d. h. der verbliebenen Entwicklungsmöglichkeiten, jeweils den Begriff ökologischer Zustand. Beim Grundwasser sind eine Verschlechterung seines mengenmäßigen und seines chemischen Zustands zu vermeiden, alle signifikanten und anhaltenden Trends ansteigender Schadstoffkonzentrationen auf Grund der Auswirkungen menschlicher Tätigkeiten umzukehren und ein guter mengenmäßiger und ein guter chemischer Zustand zu erhalten oder zu erreichen.
Mit der Neufassung 2009 wurde zudem die 2002 begonnene Umgestaltung des Wasserhaushaltsgesetzes nach den Vorgaben der europäischen Wasserrahmenrichtlinie abgeschlossen, die in nationales Recht umgesetzt werden musste. Die Richtlinie schreibt vor, dass die Gewässerbewirtschaftung nach Einzugsbereichen der Flüsse (Flussgebietseinheiten) organisiert wird. Dies ist ein Abgrenzungskriterium, das auf die politischen Ländergrenzen keine Rücksicht nimmt.

## Wichtige Bestimmungen

### Benutzungen
Das WHG zählt in § 9 abschließend auf, welche Tätigkeiten Benutzungen im Sinne des Gesetzes sind. Entsprechend der Aufteilung in § 2 Absatz 1 werden den Gewässern unterschiedliche Benutzungsarten zugewiesen:
| Oberirdische Gewässer | - Aufstauen und Absenken - Entnehmen und Ableiten von Wasser - Entnehmen von festen Stoffen, soweit dies auf den Zustand des Gewässers oder auf den Wasserabfluss einwirkt - Einbringen und Einleiten von Stoffen |
| Küstengewässer        | - Einbringen und Einleiten von Stoffen |
| Grundwasser           | - Einleiten von Stoffen - Entnehmen, Zutagefördern, Zutageleiten und Ableiten - Aufstauen, Absenken und Umleiten durch Anlagen, die hierzu bestimmt oder hierfür geeignet sind                                    |

Als Auffangtatbestand gelten auch Maßnahmen, die geeignet sind, dauernd oder in einem nicht nur unerheblichen Ausmaß schädliche Veränderungen der physikalischen, chemischen oder biologischen Beschaffenheit des Wassers herbeizuführen, als Benutzungen.

#### Erlaubnis und Bewilligung
§ 8 WHG errichtet für Benutzungen ein Verbot mit Erlaubnisvorbehalt.
Die Erlaubnis gewährt die widerrufliche Befugnis, ein Gewässer zu benutzen. Sie kann befristet werden.
Die Bewilligung gewährt das Recht, ein Gewässer zu benutzen. Sie ist zu befristen und wird in einem Verfahren erteilt, in dem durch das Recht Betroffene Einwendungen erheben können.
Erlaubnis und Bewilligung bestimmen Zweck, Art und Maß der Benutzung und können unter Nebenbestimmungen (Auflagen und/oder Bedingungen) erteilt werden. Sie stehen von Gesetzes wegen unter dem Vorbehalt, dass nachträglich bestimmte zusätzliche, dem Gewässerschutz dienende Anforderungen gestellt werden können. Erlaubnisse und Bewilligungen werden in das Wasserbuch nach § 87 WHG eingetragen.
Für den besonders häufig vorkommenden Fall der Erlaubnis zum Einleiten von Abwasser (Direkteinleiter) ermöglicht das Gesetz sehr detaillierte Anforderungen, die – bei industriellen Abwässern branchenspezifisch – an die technischen Möglichkeiten der Abwasserreinigung angepasst werden. Diese Anforderungen, mit welchen der Stand der Technik definiert wird, sind in der Abwasserverordnung niedergelegt und von großer praktischer und auch wirtschaftlicher Bedeutung. Eine Verschärfung der Anforderung an die Einleitung geklärter Abwässer vor einigen Jahren machte es z. B. notwendig, dass die meisten Kläranlagen eine zusätzliche Reinigungsstufe einbauen mussten. Dies hat zu Erhöhungen der Abwassergebühren geführt, die vielerorts kritisch aufgenommen wurden.

### Gewässerunterhaltung
§ 39 regelt den Umfang der Gewässerunterhaltung, § 40 die Unterhaltungslast (also wer die Pflichten und Kosten der Gewässerunterhaltung zu tragen hat), § 41 die besonderen Pflichten im Interesse der Unterhaltung (Zutrittsrecht für Unterhaltungspflichtige).

### Gewässerausbau
§ 67 betrifft den Gewässerausbau. So sind „Gewässer so auszubauen, dass natürliche Rückhalteflächen erhalten bleiben, das natürliche Abflussverhalten nicht wesentlich verändert wird, naturraumtypische Lebensgemeinschaften bewahrt und sonstige nachteilige Veränderungen des Zustands des Gewässers vermieden oder, soweit dies nicht möglich ist, ausgeglichen werden.“
Für die Herstellung, Beseitigung oder wesentliche Umgestaltung eines Gewässers oder seiner Ufer muss ein Planfeststellungsverfahren durchgeführt werden. Hierzu ist auch eine Umweltverträglichkeitsprüfung (UVP) durchzuführen. Sofern diese UVP ergibt, dass die Schutzgüter nach § 1 UVPG nicht betroffen sind, kann das Verfahren zu einem Plangenehmigungsverfahren abgekürzt werden (§ 68 Abs. 2).
Der Gewässerausbau hat die Bewirtschaftungsziele der Wasserrahmenrichtlinie zu beachten; seit der Anpassung des Gesetzes an die Wasserrahmenrichtlinie gilt ein Verschlechterungsverbot, d. h. alle Maßnahmen, die den chemischen oder ökologischen Zustand des Gewässers verschlechtern können, sind unzulässig. Dies erschwert z. B. die Zulassung neuer Staubauwerke und Wasserkraftvorhaben.

### Schutzgebiete
Die zuständigen Behörden können bestimmte Gebiete als Wasserschutzgebiet bzw. Heilquellenschutzgebiet ausweisen, um im Interesse der derzeit bestehenden oder künftigen öffentlichen Wasserversorgung bzw. Nutzung als Heilquelle Gewässer vor nachteiligen Einwirkungen zu schützen. In den Schutzgebieten können bestimmte Handlungen verboten oder für nur beschränkt zulässig erklärt werden. Die Eigentümer und Nutzungsberechtigten von Grundstücken können zur Duldung bestimmter Maßnahmen verpflichtet werden.
Das Wasserhaushaltsgesetz enthält außerdem umfassende Regelungen für die Festsetzung von Überschwemmungsgebieten (§ 76) und definiert besondere Schutzvorschriften für festgesetzte Überschwemmungsgebiete (§ 78). Auch hier gelten umfassende Verbote mit Erlaubnisvorbehalt.

### Umgang mit wassergefährdenden Stoffen
Der Umgang mit wassergefährdenden Stoffen zählt zu den Regelungsbereichen, für die aufgrund ihres Bezugs zu Anlagen oder Stoffen gemäß Art. 72 GG kein Abweichungsrecht der Länder besteht. Es haben daher für diesen Rechtsbereich ab dem 1. August 2017 die vom Bund erlassenen Rechtsverordnungen und Verwaltungsvorschriften die entsprechenden Regelungen der Länder weitgehend verdrängt. Auf Gesetzesebene haben die Länder ohnehin nur auf die bisherigen §§ 19g bis 19l WHG verwiesen oder sie in ihren Wassergesetzen kopiert.
Der § 62 WHG definiert den Anwendungsbereich und die Ziele dieser Vorschriften, das erforderliche Technikniveau und den Begriff der wassergefährdenden Stoffe. Der Begriff Umgang enthält das Lagern, Abfüllen, Umschlagen, Herstellen, Behandeln und Verwenden der Stoffe.
Der § 63 WHG bestimmt die behördliche Vorprüfung (Eignungsfeststellung, Bauartzulassung) als Voraussetzung für die Verwendung der Anlagen sowie die Grenzen dieser Vorschrift.
Durch § 23 Abs. 1 Nr. 6 WHG wird die Bundesregierung ermächtigt, durch Rechtsverordnung mit Zustimmung des Bundesrates nähere Regelungen über den Schutz der Gewässer gegen nachteilige Veränderungen ihrer Eigenschaften durch den Umgang mit wassergefährdenden Stoffen zu erlassen.
Aber auch außerhalb dieser Spezialregelungen schreibt das WHG einen sorgsamen Umgang mit Stoffen vor, die die Eigenschaften des Wassers beeinträchtigen können.
Bei einem Vergleich der alten und der neuen Fassung des WHG werden erhebliche Straffungen erkennbar. Das führt aber beim Umgang mit wassergefährdenden Stoffen nicht zu wesentlichen materiellen Änderungen. Die §§ 62 und 63 WHG in neuer Fassung enthalten den Regelungsgehalt der §§ 19g und 19h WHG alter Fassung. Die Bundesregierung hat mit überwiegender Geltung ab 1. August 2017 die Verordnung über Anlagen zum Umgang mit wassergefährdenden Stoffen erlassen. Darin werden wichtige Betreiberpflichten, Sorgfaltspflichten beim Befüllen und Entleeren und die Fachbetriebe geregelt.

### Weitere Regelungen
- Ökologische Durchgängigkeit, Reinhaltung und Mindestwasserführung der Gewässer §§ 32 ff.
- Wasserkraftnutzung § 35
- Anlagen an, in über oder unter Gewässern § 36
- Hochwasserschutz §§ 72 ff. - Umsetzung der Hochwasserrisikomanagement-Richtlinie
- Durchleitung von Wasser und Abwasser §§ 93 ff.
- Gewässeraufsicht §§ 100 ff.